# Kamieniec
Kamieniec (deutsch Steindorf; 1943–1945 Wiesensteindorf) ist ein Dorf im Powiat Grodziski der Woiwodschaft Großpolen in Polen. Es ist Sitz der gleichnamigen Landgemeinde mit 6621 Einwohnern (Stand 31. Dezember 2020).

## Geschichte
Im Dorf Łęki Małe in der Gemeinde Kamieniec wurde ein bedeutendes Grab der Aunjetitzer Kultur gefunden.
Kamieniec wurde erstmals 1303 erwähnt, im Jahr 1510 existierte dort bereits eine Kirche. Frühere Namen des Ortes waren Kamencz bzw. Kamones.
In der Zeit zwischen 1871 und 1918, als diese Gegend Teil der preußischen Provinz Posen war, gehörten die Dörfer der Landgemeinde Kamieniec überwiegend zum damaligen Kreis Schmiegel.
Auch wenn zur Zeit der deutschen Besatzung von 1939 bis 1945 vorübergehend der deutsche Name Steindorf für Kamieniec eingeführt wurde, ist nirgendwo belegt, dass sich der Name Kamieniec vom polnischen Wort kamień (Stein) herleitet, obwohl sogar das Verb kamienieć mit der deutschen Bedeutung „versteinern“ existiert. Die früheren Namen haben nichts damit zu tun.
In den Jahren 1975 bis 1998 unterstand die örtliche Verwaltung der damaligen Woiwodschaft Leszno.

## Gemeinde
Zur Landgemeinde (gmina wiejska) Kamieniec mit einer Fläche von 132,2 km² gehören 24 Dörfer mit Schulzenämtern. – Partnergemeinde in Deutschland ist Dahmetal in Brandenburg.